# دانشکده داروسازی اهواز
دانشکده داروسازی دانشگاه علوم پزشکی جندی‌شاپور یکی از دانشکده‌های داروسازی ایران وابسته به دانشگاه علوم پزشکی جندی‌شاپور در اهواز است.

## تاریخچه
دانشکده داروسازی اهواز در سال ۱۳۵۴ بنیانگذاری شد. هم‌اکنون ریاست این دانشکده را بهزاد شریف مخمل‌زاده برعهده دارد.